# Molophilus (Austromolophilus) nglaiye
Molophilus (Austromolophilus) nglaiye is een tweevleugelige uit de familie steltmuggen (Limoniidae). De soort komt voor in het Australaziatisch gebied.